# White Plains (Georgia)
White Plains – miasto w Stanach Zjednoczonych, w stanie Georgia, w hrabstwie Greene.